# Master pro de dressage
La finale du Championnat de France de dressage, appelée Master Pro, regroupe tous les grands cavaliers français. Plusieurs épreuves pour différentes catégories de cavaliers sont à distinguer :
- le Championnat Pro Elite Grand Tour
- le Critérium Espoir Pro 1 Grand Tour
- le Championnat Pro 2 Petit Tour
- le Championnat Pro 1 Grand Tour
- le Championnat Pro Elite Jeunes
- le Championnat Pro 3
- le Championnat des 7 ans[1]

## Palmarès du Championnat de France Pro Elite Grand Tour
- 1965 : Girard et Hermès[2]
- 1966 : Girard et Hermès[2]
- 1967 : Jean-Marie Watier et Ireland[3]
- 1968 : Jean-Marie Watier et Cramique[2],[3]
- 1969 : Brau et Cramique[4]
- 1970 : Patrick Le Rolland et Cramique[5]
- 1971 : Patrick Le Rolland et Cramique[5]
- 1972 : Patrick Le Rolland et Cramique[5]
- 1973 : Patrick Le Rolland et Cramique[5]
- 1974 : Dominique d'Esmé et Reims[6]
- 1975 : Dominique d'Esmé et Reims[6]
- 1976 : Dominique d'Esmé et Reims[6]
- 1977 : Dominique d'Esmé et Sans Atout[6]
- 1978 : Marina Caplain Saint André et Val de Loire[7]
- 1979 : Christian Carde et Solitaire[2],[8]
- 1980 : Margit Otto-Crépin et Caprici[2]
- 1981 : Margit Otto-Crépin et Caprici[2]
- 1982 : Dominique d'Esmé et Fresh Wind[6]
- 1983 : Dominique d'Esmé et Fresh Wind[6]
- 1984 : Dominique d'Esmé et Fresh Wind[6]
- 1985 : Dominique d'Esmé et Fresh Wind[6]
- 1986 : Philippe Limousin et Iris de la Fosse[2]
- 1987 : Dominique d'Esmé et Fresh Wind[6]
- 1988 : Margit Otto-Crépin et Corlandus[2]
- 1989 : Margit Otto-Crépin et Corlandus[2]
- 1990 : Marina Van den Berghe et Libéria II[2]
- 1991 : Marina Van den Berghe et Libéria II[2]
- 1992 : Dominique d'Esmé et Thor[2]
- 1993 : Dominique d'Esmé et Thor[2]
- 1994 : Dominique Brieussel et Akazie[2],[9]
- 1995 : Dominique Brieussel et Akazie[2],[9]
- 1996 : Dominique Brieussel et Akazie[2],[9]
- 1997 : Marie-Hélène Syre et Marlon[2],[10]
- 1998 : Florence Lenzini et Ravel[2]
- 1999 : Florence Lenzini et Ravel[2]
- 2000 : Michel Assouline et Anastasia[11]
- 2001 : Marietta Almasy et Pavarotti[12]
- 2002 : Odile Van Doorn et Parodie VD Wateringhoeve[13]
- 2003 : Julia Chevanne et Calimucho[14]
- 2004 : Odile Van Doorn et Parodie VD Wateringhoeve[13],[15]
- 2005 : Hubert Perring et  Diabolo Saint Maurice[16]
- 2006 : Karen Tebar et  Falada M[17]
- 2007 : Julia Chevanne et Calimucho[14]
- 2008 : Marc Boblet et Whitni Star[18]
- 2009 : Jean-Philippe Siat et Tarski van de Zuuthoeve[19]
- 2010 : Arnaud Serre et Helio II[20]
- 2011 : Arnaud Serre et Helio II[20]
- 2012 : Jessica Michel et Riwera[21]
- 2013 : Catherine Durand-Henriquet et Paradieszauber [22]
- 2014 : Stéphanie Brieussel et Amorak-JO/JEM[23]
- 2015 : Karen Tebar et Don Luis-JO/JEM[24]
- 2016 : Pierre Volla et Badinda Altena[25]
- 2017: Pierre Volla et Badinda Altena[26]
- 2018: Morgan Barbancon et Sir Donnerhall II[27]
- 2019ː Charlotte Chalvignac et Lights of Londonderry[28]
- 2020 Anne Sophie serre et actuelle de massa
- 2021 Corentin potier et Gotilas